# Ralytupa simplicistyla
Ralytupa simplicistyla är en tvåvingeart som beskrevs av Loïc Matile 1975. Ralytupa simplicistyla ingår i släktet Ralytupa och familjen platthornsmyggor. Inga underarter finns listade i Catalogue of Life.